# 厚地政敏
厚地 政敏（あつち まさとし、1858年（安政5年1月）- 1921年（大正10年）2月11日）は、明治から大正期の政治家、実業家。衆議院議員、鹿児島県会議長。

## 経歴
薩摩国谿山郡谷山郷、のちの鹿児島県谿山郡谷山村（鹿児島郡谷山村、谷山町、谷山市を経て現鹿児島市）で生まれた。15歳で上京しバラ塾で英語を学んだ後に大学予備門に入学。病のため帰郷し、九州改進党鹿児島部の結成に参画し、政治活動と共に青年の指導を行う。谷山小学校（現鹿児島市立谷山小学校）の初代校長を務めた。
1883年（明治16年）1月、鹿児島県会議員に当選し、鹿児島同志会が発足し理事に就任して自由民権運動を進めた。第7代県会議長に就任。その後、吏党派の独立クラブに転じた。1892年（明治25年）2月、第2回衆議院議員総選挙（鹿児島県第1区）で当選し、以後、第4回総選挙まで再選され、衆議院議員に連続3期在任した。
その後、政界を引退し故郷で材木商を経営した。

## 国政選挙歴
- 第2回衆議院議員総選挙（鹿児島県第1区、1892年2月、中央交渉会）当選[4]
- 第3回衆議院議員総選挙（鹿児島県第1区、1894年3月、国民協会）当選[4]
- 第4回衆議院議員総選挙（鹿児島県第1区、1894年9月、国民協会）当選[5]